# 黄明
黄 明（こう めい、1957年10月 - ）は、中華人民共和国の官僚・政治家。江蘇省建湖県出身。現職は中華人民共和国応急管理部部長兼党組書記。

## 経歴
1957年10月、江蘇省建湖県で生まれる。文化大革命末期の1975年8月より江蘇省興化県の劉陸公社で知識青年として労働に従事。1982年2月に江蘇省公安学校を卒業後、同年、江蘇省公安庁に入庁。以後、『江蘇公安』編輯室副科長・科長、政治部宣伝処副処長、庁長補佐、副庁長、庁長を歴任した。2006年11月、江蘇省省省長補佐、省政府党組成員、省公安庁庁長、党委員会書記兼武装警察江蘇省総隊第一政委、第一書記に就任。
2008年11月、中央に移り、中華人民共和国公安部部長補佐、党委員会委員兼弁公庁主任、中央対外宣伝工作領導小組成員に就任。翌年8月、副部長に昇格。2018年3月、中華人民共和国応急管理部副部長兼党組書記に転任。2021年4月29日、第13期全国人民代表大会常務委員会第28回会議は採決を経て、黄明を応急管理部部長に任命することを決定した。